# Youdiou
Youdiou is een gemeente (commune) in de regio Mopti in Mali. De gemeente telt 16.500 inwoners (2009).
De gemeente bestaat uit de volgende plaatsen:
- Anamoïla
- Douna-Wol
- Goudiédourou
- Ogodengou
- Ogodourou-Koun
- Ogodourou-Na
- Oropa
- Patin
- Semegussogou
- Souan
- Tourou
- Youdiou